# Ole Edvard Sonne
Ole Edvard Sonne (15. maj 1821 – 23. marts 1910) var en dansk politiker.
Han var søn af borgerkaptajn og snedker Lass Mahler Sonne (1795-1849) og hustru Kirstine Margrethe f. Arboe (1796-1871). Sonnes moder var datter af farver i Nexø Mathias Ipsen Arboe, hvis fader Peter Arboe og hans broder Otto påbegyndte produktionen af bornholmeruret. Arboes 1. hustru var Anne Marie f. Prahl og hans 2. hustru Johanne Margrethe f. Riis. O.E. Sonne voksede op i Arboe-hjemmet i Nexø og bestyrede fra han var 14 år gammel farveriet indtil bedstemoderens død 1837, hvor han selv overtog det. 17. marts 1843 giftede han sig med Signe Johanne Koefoed (1820-1903), datter af major og politiker H.M. Koefoed.
1847 købte han en ejendom i Nexø, som han drev sammen med både farveriet og et landbrug. 1870 afhændede han farveriet. Efterhånden tog hans aktiviteter fart. Han etablerede et interessentskab, der tog del i skibsbyggeri, og 1854 overtog han cementværket i Pedersker.
1856 startede han sammen med Peter Kofoed Sode stenbruddet Sode & Sonne, der ifølge Sonne selv blev hans hovederhverv. I 1860 og 1861 etablerede de stenhuggerier i henholdsvis Hasle og Svaneke, og 1866 købte de Frederiks Stenbrud ved Nexø. En stormflod i 1872 ødelagde sidstnævnte. 1880 etablerede de et granitbrud og dampsliberi ved Allinge (lukket igen 1888). Han etablerede også sammen med to andre mænd Nexø Brænderi.
Sonne tog meget tidligt del i den politiske debat, og 1847 blev den unge mand valgt ind i byrådet, hvor han kom til at sidde indtil 1879. 1851-56 og 1862-68 var han tillige medlem af Bornholms Amtsråd. 1852 stillede han op til Folketinget i Aakirkeby, men vælgerne foretrak pastor Caspar Frederik Gram. 1853 lykkedes det ham at blive valgt, og han sad to år på tinge. Mange år senere, i 1881, stillede han op til dette ting igen mod Philip Dam, men tabte. Til gengæld blev han i 1862 valgt til Landstinget som pastor Christian Frederik Mossins efterfølger. Han vandt også valget i 1863 og kom i 1866 også ind i Rigsrådets Landsting. Men 1874 måtte han vige pladsen som øens repræsentant til kammerherre, kommandant Edvard Fallesen.
Sonne var meget engageret i Nexøs offentlige liv. 1858 stiftede han Nexøs Syge- og Begravelseskasse, 1863 Skytteforeningen for Nexø og Omegn, i 1866 Nexø Sparekasse og 1874 en lokal brugsforening. I 1878 var han medvirkende til, at der blev givet statslån til udvidelsen af Nexø Havn.
16 år gammel var Sonne i øvrigt blevet underofficer ved Bornholms Milits. 1853 blev han løjtnant og 1861 kaptajn i borgervæbningen.
Som 80-årig blev Sonne, der var temmelig velhavende efter bornholmsk målestok, ramt af store tab, fordi han havde kautioneret for en svigersøn, der var købmand, og som gik fallit 1901 og trak Sonne med sig i faldet. Sonne måtte udtræde af Sode & Sonne og leve sine sidste år som mindrebemidlet. Han var Dannebrogsmand.